# Пономаренки (Охтирський район)
Пономаренки (до 2016 - Радя́нське) — село в Україні, у Великописарівській громаді Охтирського району Сумської області. Населення становить 93 осіб. Орган місцевого самоврядування — Великописарівська селищна рада.

## Географія
Село Радянське розташоване на лівому березі річки Братениця, вище за течією на відстані 1 км та на протилежному березі розташоване село Дмитрівка, нижче за течією на відстані 3 км розташоване село Олександрівка.
На відстані 1.5 км розташоване смт Велика Писарівка.
Поруч пролягає автомобільний шлях.

## Історія
Село постраждало внаслідок геноциду українського народу, проведеного окупаційним урядом СССР 1932–1933 та 1946–1947 роках. 
12 червня 2020 року, відповідно до розпорядження Кабінету Міністрів України № 723-р «Про визначення адміністративних центрів та затвердження територій територіальних громад Сумської області», село увійшло до складу Великописарівської селищної громади.  
19 липня 2020 року, в результаті адміністративно-територіальної реформи та ліквідації Великописарівського району, увійшло до складу новоутвореного Охтирського району.

## Населення

### Мова
Розподіл населення за рідною мовою за даними перепису 2001 року:
| Мова       | Кількість | Відсоток |
| ---------- | --------- | -------- |
| українська | 88        | 94.62%   |
| російська  | 5         | 5.38%    |
| Усього     | 93        | 100%     |

## Економіка
- Молочно-товарна ферма.